# Hypodactylus fallaciosus
Hypodactylus fallaciosus är en groddjursart som först beskrevs av William Edward Duellman 2000.  Hypodactylus fallaciosus ingår i släktet Hypodactylus och familjen Strabomantidae. IUCN kategoriserar arten globalt som otillräckligt studerad. Inga underarter finns listade i Catalogue of Life.